# Lực lượng Vũ trang Singapore

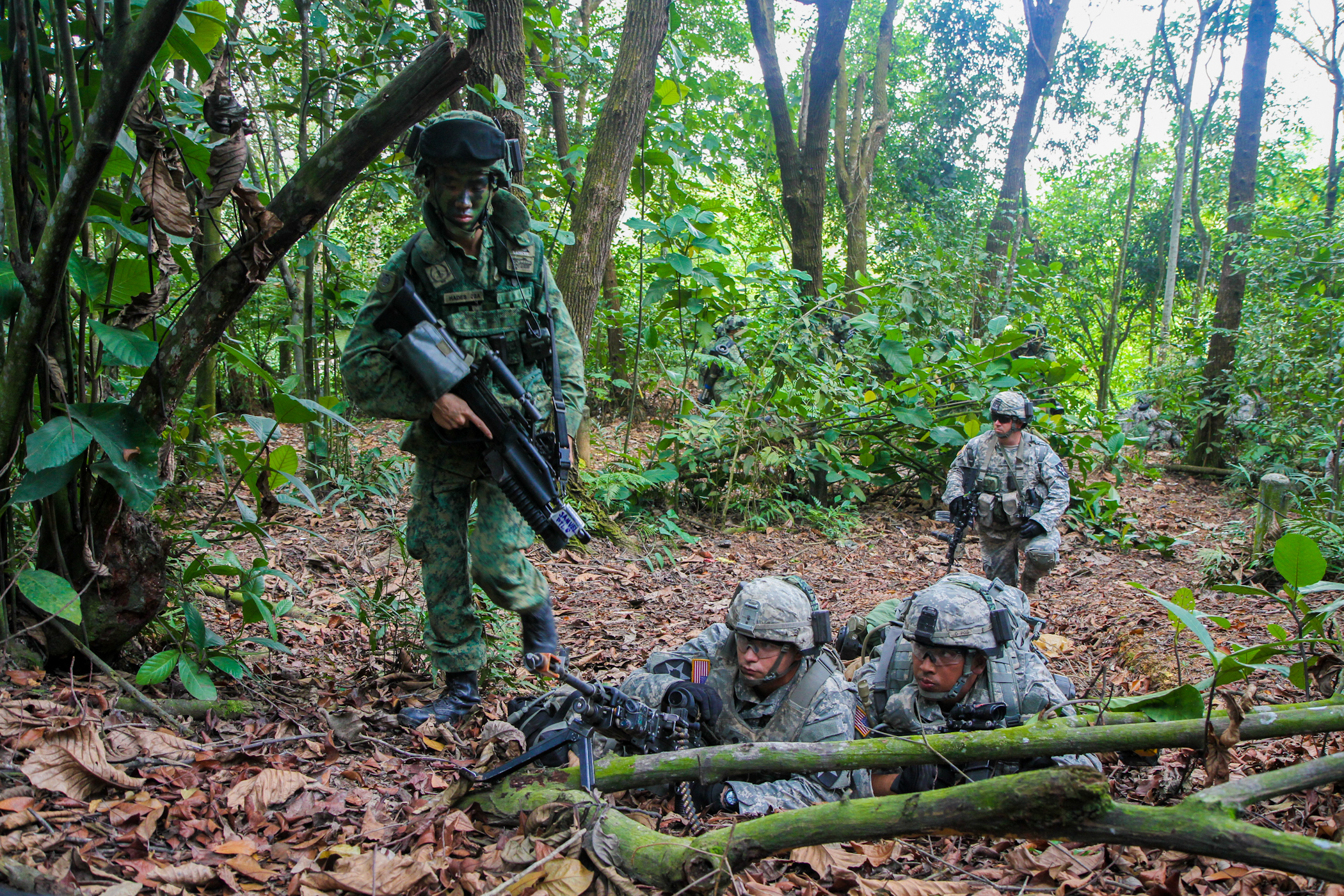
Lực lượng quân đội Singapore tập trận chung với quân đội Mỹ, tác chiến trong rừng rậm

Lực lượng vũ trang Singapore (Viết tắt: SAF, tiếng Mã Lai: Angkatan Bersenjata Singapura, tiếng Trung giản thể: 新加坡武装部队) gồm ba nhánh: Lục quân Singapore, Không quân Singapore (RSAF) và Hải quân Singapore (RSN). Đa số các lính trong Lực lượng vũ trang Singapore là những người phục vụ theo nghĩa vụ bắt buộc. Thời gian phục vụ trong quân ngũ theo luật định là 24 tháng. Lực lượng vũ trang Singapore có khoảng 72.500 người đang phục vụ trực tiếp và có thể huy động trên 300.000 người thuộc dự bị cho quốc phòng của Singapore. Ngân sách quốc phòng của Singapore là 10,58 tỷ USD, chiếm khoảng 5% GDP. Tổng Tư lệnh các Lực lượng Vũ trang Singapore là Tổng thống Singapore. Tuy nhiên vai trò của Tổng thống mang tính nghi lễ. Thực tế Bộ trưởng Bộ Quốc phòng chịu trách nhiệm điều hành và quản lý quân đội. Ngoài ra còn có Tư lệnh Quốc phòng (tương đương Tổng Tham mưu trưởng) phụ trách chuyên môn quân sự.

## Chính sách quốc phòng
Ngăn chặn và ngoại giao là nguyên tắc cơ bản trong chính sách quân sự của Singapore. Theo năm tháng, quân đội đã được phát triển và mở rộng mối liên kết với các lực lượng vũ trang của nhiều nước. Trong những năm gần đây, quân đội Singapore đã có sự tăng lên đáng kể các hoạt động gìn giữ hòa bình và làm nhiệm vụ quốc tế, đáng chú ý là các hoạt động gìn giữ hòa bình ở Đông Timor và Persian Gulf, hay các hoạt động cứu trợ thảm họa do dư trấn của trận động đất gây nên sóng thần ở Ấn Độ Dương năm 2004, Trận động đất Sumatra năm 2005 và trận động đất Yogyakarta năm 2006 ở Indonesia.

## Nhân lực
Quân đội Singapore có 72.500 quân thường trực, 90 xe tăng chiến đấu chủ lực, 500 xe tăng hạng nhẹ, 1.200 xe thiết giáp, 200 pháo, 130 máy bay chiến đấu (bao gồm các máy bay F-16, F-15, F-5, A-4...), 6 tàu chiến tàng hình Lafayette, một số tàu tuần tra, 6 tàu ngầm.

## Quan hệ quốc phòng với các nước
Singapore là thành viên của nhóm gồm 5 nước Vương quốc Anh, Australia, New Zealand, và Malaysia. 
Singapore luôn ủng hộ mạnh mẽ sự hiện diện của lực lượng quân sự Hoa Kỳ ở vùng Châu Á - Thái Bình Dương. Năm 1990, Hoa Kỳ và Singapore đã ký một bản ghi nhớ sơ bộ cho phép Hoa Kỳ quyền sử dụng các cơ sở tại Paya Lebar Airbase và tại cảng Sembawang của Singapore. Theo thỏa thuận này, một đơn vị quân đội trong lực lượng Hải quân Hoa Kỳ đã được thiết lập ở Singapore vào năm 1992; các máy bay chiến đấu Hoa Kỳ được triển khai theo định kỳ đến Singapore cho việc diễn tập và một tàu quân sự của Hoa Kỳ cũng thường xuyên đến Singapore. Thỏa thuận trên đã được sửa đổi vào năm 1999 cho phép các tàu Hải quân Hoa Kỳ đậu ở Cơ sở Hải quân Changi, việc này được hoàn thành vào đầu năm 2001.
Các nguồn lực quốc phòng của Singapore cũng được sử dụng cho các nhiệm vụ cứu trợ nhân đạo quốc tế. Các nhiệm vụ này bao gồm nhiệm vụ gìn giữ hòa bình của Liên Hợp Quốc ở nước ngoài như Kosovo, Kuwait và Đông Timor,,tham gia lực lượng đa quốc gia ở Iraq , giữ các trang thiết bị quân sự và con người đến hỗ trợ cho công việc hỗ trợ nhân đao khắc phục hâu quả thiên tai ở Hoa Kỳ sau cơn Bão Katrina, thiết lập các cơ sở y khoa hỗ trợ người Afghan.